# National Basketball Association 1962/1963
National Basketball Association 1962/1963 var den 17:e säsongen av den amerikanska proffsligan i basket. Säsongen inleddes den 16 oktober 1962 och avslutades den 17 mars 1963 efter 360 seriematcher, vilket gjorde att samtliga nio lagen spelade 80 matcher var.
Onsdagen den 24 april 1963 vann Boston Celtics sin sjätte NBA-titel efter att ha besegrat Los Angeles Lakers med 4-2 i matcher i en finalserie i bäst av 7 matcher.
All Star-matchen spelades den 16 januari 1963 i Los Angeles Memorial Sports Arena i Los Angeles, Kalifornien. Eastern Division vann matchen över Western Division med 115-108.
San Francisco Warriors spelade sin första säsong i ligan efter flytten från Philadelphia.
Chicago Packers bytte inför säsongen namn till Chicago Zephyrs.
Både Chicago Zephyrs och Syracuse Nationals spelade sina sista säsonger i ligan. Efter säsongen flyttade Chicago till Baltimore i Maryland och Syracuse flyttade till Philadelphia i Pennsylvania.

## Grundserien
Not: V = Vinster, F = Förluster, PCT = Vinstprocent
- Lag i GRÖN färg till en slutspelserie.
- Lag i RÖD färg har spelat klart för säsongen.

| Pos | Lag                | V  | F  | PCT  |
| --- | ------------------ | -- | -- | ---- |
| 1   | Boston Celtics     | 58 | 22 | .725 |
| 2   | Syracuse Nationals | 48 | 32 | .600 |
| 3   | Cincinnati Royals  | 42 | 38 | .525 |
| 4   | New York Knicks    | 21 | 59 | .263 |

| Pos | Lag                    | V  | F  | PCT  |
| --- | ---------------------- | -- | -- | ---- |
| 1   | Los Angeles Lakers     | 53 | 27 | .663 |
| 2   | St. Louis Hawks        | 48 | 32 | .600 |
| 3   | Detroit Pistons        | 34 | 46 | .425 |
| 4   | San Francisco Warriors | 31 | 49 | .388 |
| 5   | Chicago Zephyrs        | 25 | 55 | .313 |

## Slutspelet
De tre bästa lagen i den östra och västra division gick till slutspelet. Där möttes tvåorna och treorna i kvartsfinalserier (divisionssemifinal) i bäst av 5 matcher. De vinnande lagen i kvartsfinalerna mötte divisionsvinnarna i semifinalserier (divisionsfinal). Semifinalerna och NBA-finalen avgjordes i serier i bäst av 7 matcher.
|  | Divisionssemifinaler | Divisionssemifinaler | Divisionssemifinaler |            |   | Divisionsfinaler | Divisionsfinaler | Divisionsfinaler |  |  | NBA-final | NBA-final   | NBA-final |
|  |                      |                      |                      |            |   |                  |                  |                  |  |  |           |             |           |
|  |                      |                      |                      |            |   |                  |                  |                  |  |  |           |             |           |
|  |                      | 1                    | L.A. Lakers          | 4          |   |                  |                  |                  |  |  |           |             |           |
|  | Western Division     | 1                    | L.A. Lakers          | 4          |   |                  |                  |                  |  |  |           |             |           |
|  |                      |                      | 2                    | St. Louis  | 3 |                  |                  |                  |  |  |           |             |           |
|  | 3                    | Detroit              | 2                    | St. Louis  | 3 | 1                |                  |                  |  |  |           |             |           |
|  | 3                    | Detroit              |                      |            |   | 1                |                  |                  |  |  |           |             |           |
|  | 2                    | St. Louis            | 3                    |            |   |                  |                  |                  |  |  |           |             |           |
|  |                      |                      |                      |            |   |                  |                  |                  |  |  | W1        | L.A. Lakers | 2         |
|  |                      |                      | E1                   | Boston     | 4 |                  |                  |                  |  |  |           |             |           |
|  |                      |                      |                      |            |   |                  |                  |                  |  |  |           |             |           |
|  |                      |                      |                      |            |   |                  |                  |                  |  |  |           |             |           |
|  |                      | 1                    | Boston               | 4          |   |                  |                  |                  |  |  |           |             |           |
|  | Eastern Division     | 1                    | Boston               | 4          |   |                  |                  |                  |  |  |           |             |           |
|  |                      |                      | 3                    | Cincinnati | 3 |                  |                  |                  |  |  |           |             |           |
|  | 3                    | Cincinnati           | 3                    | Cincinnati | 3 | 3                |                  |                  |  |  |           |             |           |
|  | 3                    | Cincinnati           |                      |            |   | 3                |                  |                  |  |  |           |             |           |
|  | 2                    | Syracuse             | 2                    |            |   |                  |                  |                  |  |  |           |             |           |

### NBA-final
Boston Celtics mot Los Angeles Lakers
| Match   | Datum    | Hemmalag    | Bortalag    | Resultat  |
| ------- | -------- | ----------- | ----------- | --------- |
| Match 1 | 14 april | Boston      | Los Angeles | 117 - 114 |
| Match 2 | 16 april | Boston      | Los Angeles | 113 - 106 |
| Match 3 | 17 april | Los Angeles | Boston      | 119 - 99  |
| Match 4 | 19 april | Los Angeles | Boston      | 105 - 108 |
| Match 5 | 21 april | Boston      | Los Angeles | 119 - 126 |
| Match 6 | 24 april | Los Angeles | Boston      | 109 - 112 |

Boston Celtics vann finalserien med 4-2 i matcher